# 今井翔馬
今井 翔馬（いまい しょうま、1988年8月10日 - ）は、NHKのアナウンサー。

## 人物
愛媛県松山市出身。
愛光高等学校、慶應義塾大学商学部卒業後、2011年4月入局。
高校から大学までバンド活動をしていた。

## 現在の担当番組
- NHKニュース7 （金曜 - 祝日メインキャスター：2025年4月4日 -  ）（番組自体は2度目）
- NHKニュース（午後8時45分：日曜）（2025年4月6日 - ）
  - 関東甲信越ローカル枠〔20:55 - 21:00〕のニュースも兼務

## 過去の担当番組
松江放送局時代（2011年度 - 2014年度）　
- 土曜スタジオパーク（2011年5月21日）
- 島根のニュース・中継・リポート
- ゆうどきネットワーク - 行ってみたい!「わかめが告げる岬の春」（2013年3月28日）
- ここはふるさと旅するラジオ・島根県
  - （2013年5月6・7日、ラジオ第1・FM）
  - ※1&2日目を担当。1日目は大田市の道の駅ロード銀山、2日目は川本町の道の駅インフォメーションセンターかわもとから中継
- 広島平和記念式典（ラジオ第1）（2013年8月6日）（広島市立矢野小学校からの中継リポーター）
- おはよう島根（月曜・火曜）（2013年4月1日 - 2014年7月 ）
- しまねっとNEWS610（不定期・利根川真也のキャスター代行など）
- しまねっと845（不定期）

福島放送局時代（2015年度 - 2017年度）
- はまなかあいづToday（不定期・吾妻謙のキャスター代行など）
- 福島県のニュース・中継・リポート
- NHKニュース845ふくしま（不定期）
- おはようふくしま（不定期）
- 福島から2時間出しているラジオ「全国に届けたい 癒し、励ます、福島の音楽のチカラ」（2017年10月9日）
- こでらんに5（不定期）[注釈 1]
- ニュースウオッチ9（伊藤海彦らの代理フィールドリポーター：2017年11月16日 - 24日）[注釈 2]

東京アナウンス室時代（2018年度 - ）
- ニュースウオッチ9（フィールドリポーター：2018年3月19日 - 2020年3月27日）
- 首都圏ニュース845（火曜キャスター：2018年4月3日 - 2019年3月26日)
- 今日は一日“ヒゲダン”三昧（NHK-FM）（MC）（2021年2月21日）
- NHKニュース7
  - サブキャスター[3]（2022年4月4日 - 2024年3月28日）
  - 伊藤海彦の代理サブキャスター（2021年7月23日 - 24日、31日 - 8月1日、7日 - 8日）
  - 高井正智の代理キャスター（2023年8月4日 - 6日）
  - 糸井羊司の代理キャスター（2025年8月11日 - 14日、18日）
- 国際報道2021（キャスター：2020年3月30日 - 2022年4月1日）
- NHKニュースおはよう日本〈祝日を除く月曜 - 金曜〉
  - サブキャスター（2024年4月1日 - 2025年3月28日）
  - 三條雅幸の代理キャスター（2024年8月21日 - 24日、2025年1月7日、3月17日、24日 - 27日）
  - ニュース・気象情報（午前10時の定時ニュース）〈祝日を除く月曜 - 金曜〉